# Енн Гоббс
Енн Гоббс (англ. Anne Hobbs, нар. 21 серпня 1959, Ноттінгем) — колишня британська професійна тенісистка.
Здобула два одиночні та вісім парних титулів туру WTA.
Найвищу одиночну позицію світового рейтингу — 33 місце досягла 30 листопада 1981, парну — 6 місце — 17 вересня 1984 року.
Перемагала таких тенісисток як Вірджинія Вейд, Розмарі Касалс, Джо Дьюрі, Карлінг Бассетт, Зіна Гаррісон.

## Фінали Туру WTA

### Одиночний розряд (2–0)
| Легенда                 |
| Grand Slam (0/0)        |
| WTA Championships (0/0) |
| Tier I (0/0)            |
| Tier II (0/0)           |
| Tier III (0/0)          |
| Tier IV & V (0/0)       |
| Uncategorised (2/0)     |

| Фінали за покриттям |
| Тверде (1/0)        |
| Ґрунт (0/0)         |
| Трава (1/0)         |
| Килим (0/0)         |

| Результат | Дата           | Категорія | Турнір                                   | Покриття | Опонент      | Рахунок       |
| --------- | -------------- | --------- | ---------------------------------------- | -------- | ------------ | ------------- |
| Перемога  | 14 лютого 1983 | $50,000   | Virginia Slims of Indianapolis 1983, США | Тверде   | Джинні Перді | 6–4, 6–7, 6–4 |
| Перемога  | 15 грудня 1985 | $50,000   | Nutri-Metics Open 1985, Нова Зеландія    | Трава    | Луїс Філд    | 6–3, 6–1      |

### Парний розряд (8–12)
| Легенда                 |
| Grand Slam (0/2)        |
| WTA Championships (0/0) |
| Tier I (0/0)            |
| Tier II (0/0)           |
| Tier III (0/0)          |
| Tier IV & V (0/0)       |
| Uncategorised (8/10)    |

| Фінали за покриттям |
| Тверде (2/2)        |
| Ґрунт (1/5)         |
| Трава (4/4)         |
| Килим (1/1)         |

| Результат | Дата              | Категорія  | Турнір                                        | Покриття | Партнерing      | Опоненти                            | Рахунок              |
| --------- | ----------------- | ---------- | --------------------------------------------- | -------- | --------------- | ----------------------------------- | -------------------- |
| Поразка   | 10 грудня 1978    | $75,000    | Sydney, Австралія                             | Трава    | Джуді Чалонер   | Керрі Мелвілл Венді Тернбулл        | 2–6, 6–4, 2–6        |
| Поразка   | 8 листопада 1981  | $50,000    | Seiko Classic 1981                            | Ґрунт    | С'юзен Лео      | Енн Кійомура Шерон Волш             | 3–6, 4–6             |
| Перемога  | 13 червня 1982    | $100,000   | Edgbaston Cup 1982, Great Britain             | Трава    | Джо Дьюрі       | Розмарі Касалс Венді Тернбулл       | 6–3, 6–2             |
| Перемога  | 23 травня 1983    | $150,000   | WTA German Open 1983, Німеччина               | Килим    | Джо Дьюрі       | Клаудія Коде-Кільш Ева Пфафф        | 6–4, 7–6(7–2)        |
| Поразка   | 19 червня 1983    | $150,000   | BMW Championships 1983, Great Britain         | Трава    | Джо Дьюрі       | Мартіна Навратілова Пем Шрайвер     | 1–6, 0–6             |
| Перемога  | 21 серпня 1983    | $200,000   | Player's Canadian Open 1983, Канада           | Тверде   | Андреа Єйгер    | Розалін Феербенк Кенді Рейнолдс     | 6–4, 5–7, 7–5        |
| Перемога  | 20 листопада 1983 | $150,000   | National Panasonic Open 1983, Австралія       | Трава    | Венді Тернбулл  | Пем Шрайвер Шерон Волш              | 6–3, 6–4             |
| Перемога  | 27 листопада 1983 | $150,000   | NSW Building Society Open 1983, Австралія     | Трава    | Венді Тернбулл  | Гана Мандлікова Гелена Сукова       | 6–4, 6–3             |
| Поразка   | 12 грудня 1983    | Grand Slam | Australian Open, Австралія                    | Трава    | Венді Тернбулл  | Мартіна Навратілова Пем Шрайвер     | 4–6, 7–6, 2–6        |
| Перемога  | 23 січня 1984     | $50,000    | Virginia Slims of Denver 1984, США            | Тверде   | Марселла Мескер | Шеррі Екер Кенді Рейнолдс           | 6–2, 6–3             |
| Поразка   | 29 січня 1984     | $100,000   | Avon Cup 1984, США                            | Ґрунт    | Андреа Єйгер    | Гана Мандлікова Гелена Сукова       | 6–3, 2–6, 2–6        |
| Поразка   | 16 квітня 1984    | $200,000   | Family Circle Cup 1984, США                   | Ґрунт    | Шерон Волш      | Клаудія Коде-Kilsch Гана Мандлікова | 5–7, 2–6             |
| Поразка   | 22 квітня 1984    | $250,000   | NutraSweet WTA Championships 1984, США        | Ґрунт    | Міма Яушовець   | Кеті Джордан Енн Сміт               | 4–6, 6–3, 4–6        |
| Поразка   | 23 квітня 1984    | $200,000   | United Airlines Турнір of Champions 1984, США | Ґрунт    | Венді Тернбулл  | Клаудія Коде-Kilsch Гана Мандлікова | 0–6, 6–1, 3–6        |
| Перемога  | 20 травня 1984    | $150,000   | WTA German Open 1984, Німеччина               | Ґрунт    | Кенді Рейнолдс  | Кетлін Горват Вірджинія Рузіч       | 6–3, 4–6, 7–6(13–11) |
| Поразка   | 9 вересня 1984    | Grand Slam | US Open, США                                  | Тверде   | Венді Тернбулл  | Мартіна Навратілова Пем Шрайвер     | 2–6, 4–6             |
| Поразка   | 20 травня 1985    | $75,000    | Melbourne, Австралія                          | Килим    | Кеті Джордан    | Пем Шрайвер Елізабет Смайлі         | 2–6, 7–5, 1–6        |
| Перемога  | 15 грудня 1985    | $50,000    | Auckland, Нова Зеландія                       | Трава    | Кенді Рейнолдс  | Лі Антонопліс Адріана Віллагран     | 6–1, 6–3             |
| Поразка   | 19 липня 1987     | $150,000   | Virginia Slims of Newport 1987, США           | Трава    | Kathy Йорданія  | Джиджі Фернандес Лорі Макніл        | 6–7(5–7), 5–7        |
| Поразка   | 30 серпня 1987    | $150,000   | Мава, США                                     | Тверде   | Елізабет Смайлі | Джиджі Фернандес Лорі Макніл        | 3–6, 2–6             |

### Mixed doubles (0–1)
| Фінали за покриттям |
| Тверде (0/0)        |
| Ґрунт (0/0)         |
| Трава (0/1)         |
| Килим (0/0)         |

| Результат | Дата          | Категорія  | Турнір                     | Покриття | Партнерing  | Опоненти                    | Рахунок            |
| --------- | ------------- | ---------- | -------------------------- | -------- | ----------- | --------------------------- | ------------------ |
| Поразка   | 25 січня 1987 | Grand Slam | Australian Open, Австралія | Трава    | Ендрю Кастл | Шервуд Стюарт Зіна Гаррісон | 6–3, 6–7(5–7), 2–6 |

## Досягнення

### Одиночний розряд
| Турнір                                 | 1977  | 1978 | 1979 | 1980 | 1981 | 1982 | 1983 | 1984 | 1985 | 1986 | 1987 | 1988 | 1989 | W–L   |
| -------------------------------------- | ----- | ---- | ---- | ---- | ---- | ---- | ---- | ---- | ---- | ---- | ---- | ---- | ---- | ----- |
| Відкритий чемпіонат Австралії з тенісу | A / A |      |      |      | 2р   |      | 2р   |      | 3р   | NH   | 2р   |      |      | 7–4   |
| Відкритий чемпіонат Франції з тенісу   |       |      | 2р   | 2р   | 2р*  | 1р   | 2р   | 2р   | 1р   | 3р   |      |      |      | 8–8   |
| Вімблдонський турнір                   | 2р*   | 1р   | 2р   | 2р*  | 2р   | 2р*  | 1р   | 2р   | 2р   | 3р   | 2р   |      | 3р   | 13–12 |
| Відкритий чемпіонат США з тенісу       |       | 3р*  | 2р*  | 2р   | 1р   |      | 1р   | 1р   | 3р   | 1р   | 2р   |      |      | 7–9   |
| Рейтинг на кінець року                 | –     | 61   | 82   | 41   | 34   | 104  | 46   | 59   | 40   | 99   | 42   | –    | 229  | N/A   |

- ( * ) Received a bye in the first round.

### Парний розряд
| Турнір                                 | 1982 | 1983 | 1984 | 1985 | 1986 | 1987 | 1988 | 1989 | W–L  |
| -------------------------------------- | ---- | ---- | ---- | ---- | ---- | ---- | ---- | ---- | ---- |
| Відкритий чемпіонат Австралії з тенісу |      | F    |      | ПФ   | NH   | ЧФ   |      |      | 9–3  |
| Відкритий чемпіонат Франції з тенісу   | 3р*  | ПФ   | 3р   | 3р   | 2р   |      |      |      | 10–5 |
| Вімблдонський турнір                   | 2р   | ПФ*  | 2р   | 1р   | 1р   | 3р   |      | 1р   | 7–7  |
| Відкритий чемпіонат США з тенісу       |      | ЧФ   | F    | 3р   | 1р   | ПФ   |      | 1р   | 14–6 |
| Рейтинг на кінець року                 | –    | –    | 15   | 20   | 36   | 18   | –    | 99   | N/A  |

- ( * ) Received a bye in the first round.

### Mixed Парний розряд
| Турнір                                 | 1978 | 1979 | 1980 | 1981 | 1982 | 1983 | 1984 | 1985 | 1986 | 1987 | 1988 | 1989 | W–L  |
| -------------------------------------- | ---- | ---- | ---- | ---- | ---- | ---- | ---- | ---- | ---- | ---- | ---- | ---- | ---- |
| Відкритий чемпіонат Австралії з тенісу |      |      |      |      |      |      |      |      | NH   | F    |      |      | 4–1  |
| Відкритий чемпіонат Франції з тенісу   |      |      |      |      |      |      |      |      |      |      |      |      | 0–0  |
| Вімблдонський турнір                   | 1р   | 1р   | 1р   | 2р*  | 1р   | 1р   | ЧФ   | 2р   | 3р   | 1р   |      | 2р   | 7–11 |
| Відкритий чемпіонат США з тенісу       |      |      | 2р   | 1р   |      | ЧФ   | 2р   |      | 1р   | 1р   |      |      | 4–6  |

- ( * ) Received a bye in the first round.